# Alonso Cueto
Alonso Cueto Caballero (Lima, 30 aprile 1954) è uno scrittore e sceneggiatore peruviano.

## Biografia
Nato nel 1954 a Lima, ha studiato alla Pontificia Università Cattolica del Perù e successivamente a Madrid, dove ha approfondito l'opera del poeta Luis Cernuda, e all'Università del Texas, dove si è laureato con una tesi su Juan Carlos Onetti.
A partire dal suo esordio nel 1983 con la raccolta di racconti La batalla del pasado, ha pubblicato numerosi romanzi e opere di narrativa breve ottenendo vari riconoscimenti tra i quali il Premio Herralde nel 2005 con L'ora azzurra.
Editorialista del quotidiano El Comercio, è professore di letteratura alla Pontificia Università Cattolica del Perù.

## Opere tradotte in italiano
- L'ora azzurra (La hora azul, 2005), Roma, Bookever - Editori Riuniti, 2006 traduzione di Fiammetta Biancatelli ISBN 978-88-89212-14-1.
- Il sussurro della donna balena (El susurro de la mujer ballena, 2007), Roma, Cavallo di ferro, 2008 traduzione di Luca Quadrio ISBN 978-88-7907-043-0.

## Filmografia
- Mariposa negra regia di Francisco José Lombardi (2006) (soggetto)
- La hora azul regia di Evelyne Pegot-Ogier (2014) (soggetto)
- Magallanes regia di Salvador del Solar (2015) (soggetto)

## Premi e riconoscimenti
- Premio Wiracocha: 1985 con El tigre blanco
- Premio Anna Seghers: 2000
- Guggenheim Fellowship: 2002-2003
- Premio Herralde: 2005 con L'ora azzurra